# Pizzo del Torto
Pizzo del Torto är en bergstopp i Schweiz.   Den ligger i regionen Moesa och kantonen Graubünden, i den sydöstra delen av landet, 160 km öster om huvudstaden Bern. Toppen på Pizzo del Torto är 2 723 meter över havet, eller 100 meter över den omgivande terrängen. Bredden vid basen är 2,2 km.
Terrängen runt Pizzo del Torto är huvudsakligen mycket bergig. Runt Pizzo del Torto är det mycket glesbefolkat, med 7 invånare per kvadratkilometer.. Närmaste större samhälle är Mesocco, 6,2 km nordväst om Pizzo del Torto. 
Trakten runt Pizzo del Torto består i huvudsak av gräsmarker.